# آية النور

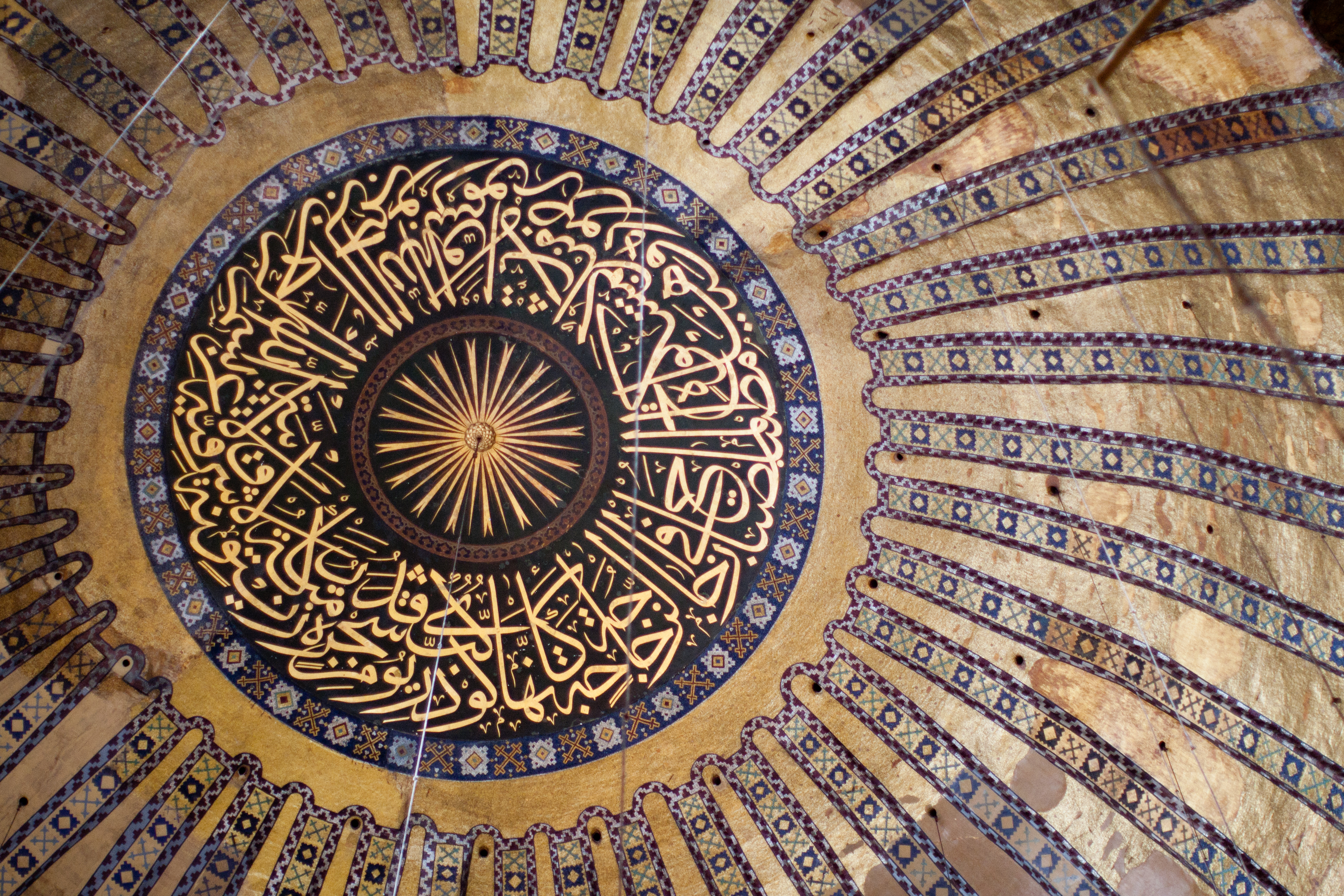
القبة الرئيسية لمسجد آيا صوفيا من الداخل مزخرف عليها آية النور.

آية النور هي الآية 35 من السورة رقم 24 في القرآن «سورة النور» وهي الآية التي سٌميت السورة باسمها وتبدأ بـ «اللَّهُ نُورُ السَّمَاوَاتِ وَالْأَرْضِ». تصف الآية مثال لنور الله، وتشتهر الآية بجمال تعابيرها وصورها، تحدث المفسرون كثيراً عن معناها، ولها تفسيرات مختلفة عن الصوفية والشيعة والباطنية. وهي مرتبطة بما سبقها من الآيات التي عرضت لقضية العفة والزنا وغض البصر.

## الآية
﴿اللَّهُ نُورُ السَّمَاوَاتِ وَالْأَرْضِ مَثَلُ نُورِهِ كَمِشْكَاةٍ فِيهَا مِصْبَاحٌ الْمِصْبَاحُ فِي زُجَاجَةٍ الزُّجَاجَةُ كَأَنَّهَا كَوْكَبٌ دُرِّيٌّ يُوقَدُ مِنْ شَجَرَةٍ مُبَارَكَةٍ زَيْتُونَةٍ لَا شَرْقِيَّةٍ وَلَا غَرْبِيَّةٍ يَكَادُ زَيْتُهَا يُضِيءُ وَلَوْ لَمْ تَمْسَسْهُ نَارٌ نُورٌ عَلَى نُورٍ يَهْدِي اللَّهُ لِنُورِهِ مَنْ يَشَاءُ وَيَضْرِبُ اللَّهُ الْأَمْثَالَ لِلنَّاسِ وَاللَّهُ بِكُلِّ شَيْءٍ عَلِيمٌ ۝٣٥﴾ [النور:35]

## التفسير

رسم تعبيري مكتوب تحته: اللَّهُ نُورُ السَّمَاوَاتِ وَالْأَرْضِ

نور على نور.

يفسر أغلب مفسري أهل السنة والجماعة النور بنور الإيمان الذي يتنزل في المساجد ﴿فِي بُيُوتٍ أَذِنَ اللَّهُ أَنْ تُرْفَعَ وَيُذْكَرَ فِيهَا اسْمُهُ يُسَبِّحُ لَهُ فِيهَا بِالْغُدُوِّ وَالْآصَالِ ۝٣٦﴾ [النور:36] وفي قلوب الرجال الذين لا تلهيهم تجارة ولا بيع عن ذكر الله وإقام الصلاة كما جاء في الآيات التالية لآية النور ﴿رِجَالٌ لَا تُلْهِيهِمْ تِجَارَةٌ وَلَا بَيْعٌ عَنْ ذِكْرِ اللَّهِ وَإِقَامِ الصَّلَاةِ وَإِيتَاءِ الزَّكَاةِ يَخَافُونَ يَوْمًا تَتَقَلَّبُ فِيهِ الْقُلُوبُ وَالْأَبْصَارُ ۝٣٧﴾ [النور:37]. يقول عبد الرحمن السعدي: «المثل الذي ضربه الله، وتطبيقه على حالة المؤمن، ونور الله في قلبه، أن فطرته التي فطر عليها، بمنزلة الزيت الصافي، ففطرته صافية، مستعدة للتعاليم الإلهية، والعمل المشروع، فإذا وصل إليه العلم والإيمان، اشتعل ذلك النور في قلبه، بمنزلة اشتعال النار في فتيلة ذلك المصباح، وهو صافي القلب من سوء القصد، وسوء الفهم عن الله، إذا وصل إليه الإيمان، أضاء إضاءة عظيمة، لصفائه من الكدورات، وذلك بمنزلة صفاء الزجاجة الدرية، فيجتمع له نور الفطرة، ونور الإيمان، ونور العلم، وصفاء المعرفة، نور على نوره.».
لا تزال هذه الآية معبرًا قرآنيًا رئيسيًا للعديد من الفلاسفة الصوفيين والمسلمين حتى يومنا هذا، الذين يدافعون عن القراءات الباطنية للقرآن، وقد ألف الغزالي (المتوفى 1111) في معنى آية النور هو كتابه مشكاة الأنوار الذي يتحدث فيه عن أسرار الأنوار الإلهية، والقول في تفسير قول الله ﴿اللَّهُ نُورُ السَّمَاوَاتِ وَالْأَرْضِ﴾ ومعنى تمثله بالمشكاة والزجاجة والمصباح.
هذه الآية هي أيضًا الدليل الرئيسي الذي يستدل به بعض العلماء على أن النور من أسماء الله الحسنى.

## وصلات خارجية
- الأنوار في فكر ابن عربي
- الغزالي. مشكاة الأنوار
- حق الفرقان، تفسير مولانا حاكم نور الدين
- ابن القيم، تفسير آية النور